# Koelpinia
Koelpinia – rodzaj roślin z rodziny astrowatych (Asteraceae). Obejmuje cztery gatunki. Rośliny te występują w Europie południowo-zachodniej (w Hiszpanii) i południowo-wschodniej (w Ukrainie i południowej Rosji), w północnej Afryce (od Maroka po Egipt) oraz w południowozachodniej i środkowej Azji sięgając po zachodnie krańce Chin.

## Morfologia
PokrójRoczne rośliny zielne z pojedynczą, zwykle wątłą łodygą.
LiścieWąskie, o blaszkach niepodzielonych, całobrzegich.
KwiatyZebrane w skąpokwiatowe koszyczki. Okrywa niewielka początkowo walcowata, później w czasie owocowania rozpostarta. Jej listki ułożone w dwóch rzędach. Dno koszyczka jest nagie. Wszystkie kwiaty są języczkowe z koroną żółtą.
OwoceWalcowate, wygięte niełupki, zwykle z 5 żebrami i z haczykowatymi kolcami na końcu. Puchu kielichowego brak.

## Systematyka
Rodzaj z podplemienia Scorzonerinae, plemienia Cichorieae podrodziny Cichorioideae w obrębie rodziny astrowatych Asteraceae. 
Wykaz gatunków
- Koelpinia linearis Pall.
- Koelpinia macrantha C.Winkl.
- Koelpinia tenuissima Pavlov & Lipsch.
- Koelpinia turanica Vassilcz.